# Ахмед Саадат
Ахмед Саадат (араб. أحمد سعدات‎; Абу Хасан) — генеральный секретарь леворадикальной марксистской палестинской группировки Народный фронт освобождения Палестины (НФОП).

## Биография
Ахмед Саадат родился в 1953 году в деревне Аль-Бира, пригороде Рамаллы, в семье палестинских беженцев, чьё предыдущее место жительства — деревня Дейр-Тариф (в районе израильского города Рамле) — было разрушено в ходе Арабо-израильской войны 1948—1949 годов .

### Первые аресты
Саадат с 1967 года — активист созданной НФОП организации «Палестинский студенческий союз». В 1969 году формально вступил в НФОП.
В феврале 1969 года его впервые арестовали израильские службы безопасности за деятельность в рамках группировки, и он три месяца провел в заключении. С тех пор за различные нарушения он задерживался многократно, проведя в тюрьме долгое время — в 1970 году (28 месяцев), а также в 1973 году (10 месяцев), в 1975 году (45 дней) и в 1976 году (4 года). В заключении штудировал марксистскую теорию и укреплял своё положение в НФОП.

### Образование
Саадат изучал математику, и в 1975 году окончил учёбу в Колледже по обучению учителей Ближневосточного агентства ООН по оказанию помощи палестинским беженцам (UNRWA) в Рамалле.

### Политическая карьера
В апреле 1981 года Ахмед Саадат был избран в ЦК НФОП.
В 1989 году Саадат провел в административном задержании 9 месяцев, а в 1992 году задержан ещё на 13 месяцев. Тюремное заключение способствовало его политической карьере. И в марте 1993 года, находясь в тюрьме, тем не менее, он был избран в политбюро НФОП. Сообщалось, что было отмечено его образование и организационная деятельность в среде заключенных.
В 1993 году, отсидев срок, Саадат вышел на свободу, но вскоре его вновь начали разыскивать израильские службы безопасности с намерением вернуть за решетку. Это способствовало его популярности среди активистов палестинских радикальных военизированных группировок.
В 1994 году он был избран лидером НФОП на территории Иудеи и Самарии.
В 1995 году под давлением, оказываемым израильским правительством на ПНА, палестинская администрация на короткий срок задержала ряд членов НФОП, и среди них Саадата. В марте 1996 году власти ПНА вновь арестовали его, вместе с другими активистами, но вскоре отпустили.
После теракта, организованного НФОП 11 декабря 1996 года в Бейт-Эле, когда были убиты двое израильских граждан, ПНА произвела арест боевиков НФОП, в том числе, и А. Саадата. Но уже 27 февраля 1997 года он был выпущен на волю без предъявления обвинений после того, как устроил голодовку, и власти ПНА испугались, что он и на самом деле может умереть. Через пару часов после того, как был выпущен на свободу, Саадат потерял сознание и провел несколько дней в коме под респиратором в больнице Рамаллы.

### Ротации в руководстве НФОП
Летом 2000 года на Шестой национальной конференции НФОП Жорж Хабаш снял с себя полномочия её генерального секретаря. Его сменил Мустафа Зибри (Абу Али Мустафа), один из опытных лидеров группировки, проживавший в Дамаске.
Уже осенью 2000 года началась интифада «аль-Акса», и ситуация резко обострилась. После организации серии терактов 27 августа 2001 года Абу Али Мустафа был убит в своем офисе ракетой, выпущенной из израильского вертолёта.
3 октября 2001 года генсекретарем НФОП становится Ахмед Саадат. В ходе своей инаугурационной речи Саадат призвал отомстить за убийство предыдущего лидера группировки.

### Убийство Р. Зеэви и последствия
Уже 17 октября 2001 года четырём боевикам НФОП удалось в иерусалимском отеле «Хайат Ридженси» убить министра туризма Израиля Рехаваама Зеэви, сторонника «точечных ликвидаций». Израиль немедленно обвинил Ахмеда Садата в том, что тот заказал и организовал убийство, и потребовал от руководства ПНА принять меры по его аресту.
15 января 2002 года спецназ ПНА арестовал Саадата. Сторонники НФОП вышли на улицы, а группировка заявила о выходе из состава ООП. Суд ПНА постановил, что у него не имеется никаких доказательств вины Саадата и признал его арест нелегитимным, его поддержала правозащитная организация Amnesty International. Ахмед Саадат был выпущен на волю.

### Операция «Защитная стена»
29 марта 2002 года Израиль после серии кровавых терактов, в том числе теракта в отеле «Парк» в Нетании, начал контр-террористическую операцию Защитная стена. В первый день операции Саадат и ещё ряд членов палестинских военизированных группировок нашли укрытие в административном комплексе Муката, где их приютил председатель ПНА Ясир Арафат. Но Израиль потребовал от него выдать убийц Рехаваама Зеэви, и ЦАХАЛ начал осаду официальной резиденции Арафата, разрушив часть комплекса, состоящего из 18 зданий.
В конечном итоге, под давлением администрации США, было принято компромиссное решение, по которому в мае 2002 года лица, разыскиваемые израильскими службами безопасности и укрывшиеся в «Мукате», были переведены в тюрьму Иерихона, где их взялись охранять сотрудники спецслужб США и Великобритании.
Понимая, что он идет на непопулярные меры, Ясир Арафат, объявил при этом, что Саадата, как политического лидера, будет судить палестинский суд.

#### Родственники Саадата и террористическая деятельность
Во время пребывания Саадата в тюрьме, его младший брат Мохаммед погиб в ходе перестрелки с израильскими солдатами, пришедшими арестовать его, а жена Абла была задержана на четыре месяца. По мнению ряда про-палестинских активистов, её арестовали из-за того, что она пыталась донести информацию о ситуации с её мужем до Всемирного социального форума). В то же время израильские службы безопасности обвинили её в содействии террористической деятельности.

### Выборы 2006 года
25 января 2006 года, не выходя из тюрьмы, Саадат был избран в Палестинский законодательный совет II созыва.

### Штурм иерихонской тюрьмы
После выборов 2006 года положение ХАМАС в Палестинской национальной администрации укрепилось. Уже в марте 2006 года ХАМАС и председатель ПНА Махмуд Аббас заговорили о том, что Саадата могут освободить в результате заключения коалиционных соглашений с НФОП. Реакция Израиля не замедлила ждать.
14 марта 2006 года тюрьма в Иерихоне, в которой находился Саадат, была взята штурмом израильскими войсками. Сам Саадат сдался после непродолжительного сопротивления и был вывезен на израильскую территорию, где пребывает до сих пор.
25 декабря 2008 года он и другие организаторы и исполнители убийства Рехавама Зеэви, были осуждены. Суд приговорил Саадата к 30 годам тюремного заключения.
Согласно сообщению компартии Ливана, Саадат с 9 октября 2011 находится в коме, участвуя в голодовке более 3000 палестинцев-заключённых израильских тюрем.. Согласно другим сообщениям, «из-за отказа принимать пищу здоровье главаря НФОП пошатнулось, и ему потребовалась госпитализация в тюремном лазарете». 19 октября, после консультаций с другими заключенными, он решил последовать их примеру и прервать голодовку на трое суток.